# Kajko i Kokosz (gra komputerowa)
Kajko i Kokosz – komputerowa gra przygodowa typu wskaż i kliknij, bazująca na serii komiksów Kajko i Kokosz. Autorem gry jest studio Seven Stars. Gra ukazała się w roku 1994 w wersji dla Amigi i w roku 1995 w wersji dla PC DOS. W 1998 wyszła ostatnia wersja na PC Windows CD, wydana pod tytułem Kajko i Kokosz w krainie borostworów. Grę wydano również w Czechach.
Pierwsza wersja pojawiła się na komputery Amiga, niedługo potem powstała wersja PC. W tworzeniu gry brał udział sam autor komiksów, Janusz Christa, tworząc rysunki kilku plansz. Fabuła gry oparta jest na albumie pod tym samym tytułem (Kajko i Kokosz w krainie borostworów), aczkolwiek zawiera elementy z innych albumów jak Szkoła latania, Dzień Śmiechały i Na wczasach.
Przez 14 miesięcy od premiery, grę sprzedano w 7,5 tysiącach egzemplarzy, z czego 5 tysięcy na Amigę. Do końca roku 1996, grę kupiło 10 tysięcy osób, co było dobrym wynikiem na ówczesne czasy.